# YieldCo
Der Begriff YieldCo kommt aus dem Englischen und bezeichnet Unternehmen, die einen gut planbaren, stabilen Kapitalfluss erzeugen. Eine deutsche Übersetzung gibt es bislang nicht. „Yield“ steht für „Gewinn“ oder „Ertrag“, „Co“ ist die Abkürzung für „Company“, also „Unternehmen“. In den USA sind YieldCos insbesondere in der Branche der erneuerbaren Energien bekannt, aber nicht darauf beschränkt. Die Firmen, an denen sich Anleger in Form von Aktien beteiligen können, betreiben zum Beispiel Solarparks.
YieldCos tragen üblicherweise keine Entwicklungsrisiken, sondern erwerben bereits produzierende Anlagen. Mitunter gründen Projektentwickler zum Beispiel für Windparks YieldCos, um dann fertiggestellte Projekte an diese zu veräußern.
Ähnlich wie bei Real-Estate-Investment-Trusts (REIT) im Immobilien-Sektor erzeugt die spezielle Aufstellung der YieldCos finanzielle Vorteile für Anleger. Gegenüber der traditionellen Einwerbung von Kapital sinken die Finanzierungskosten signifikant. Dadurch wird eine Anlage für ein breiteres Publikum interessant, die Gesamtprojektkosten sinken und die Wettbewerbsfähigkeit steigt. Gerade im Bereich der Erneuerbaren Energien ist dieser Aspekt besonders wichtig, weil die Investitionskosten die mit Abstand wichtigste Komponente darstellen, während der Unterhalt während der Laufzeit relativ geringen Aufwand verursacht.
Seit Frühjahr 2016 präsentiert ein Online-Portal renommierter Aktienanalysten Unternehmen aus Deutschland, Österreich und der Schweiz, die in der Manier von YieldCos arbeiten. Pionier für den deutschen Markt ist laut Angaben des Portals die ABO Invest AG. Als Marktführer in Deutschland gilt die Encavis (früher: Capital Stage AG), deren Marktkapitalisierung im Frühjahr 2016 bereits eine halbe Milliarde Euro übersteigt. Der Ecoreporter listet zusätzlich folgende Unternehmen auf: 7C Solarparken, Brookfield Renewables Partners, Clearway Energy, Greencoat UK Wind, Northland Power, Orsted, TransAlta Renewables (Auszug, Stand 2021).
Eine im deutschsprachigen Raum verbreitete alternative Organisationsform ist die Bürgerenergiegenossenschaft, wobei dort in der Regel die Risiken der Projektentwicklung, wie allgemein bei Unabhängigen Stromerzeugern, getragen werden.